# San Luis de la Reina
San Luis de la Reina é um município localizado no departamento de San Miguel, em El Salvador.